# 蔡介雄
蔡介雄（1939年11月16日—1997年7月10日），台南市南區喜樹人。中華民國政治人物，為臺南黨外運動領導人物之一，民主進步黨創黨黨員。曾任第四至十屆臺灣省議員，有「黨外議長」之稱。民進黨成立後，出任民進黨臺南市黨部首任主任委員。

## 早年生平
蔡介雄出生於今臺南市南區喜樹，在市區長大。家庭為中等家庭，家中從事魚生意。父親蔡賊為漁業界知名人士，舅父黃金印是安南區養殖業大亨。蔡介雄自幼喜愛運動，中學時曾當過舉重選手，在跳高跳遠也有「兩步七呀」。:C9國立中興大學畜牧系畢業，畢業後服預官役。曾任高雄湖內國中教員。當時蔡介雄白天到湖內初中教書，業餘時協助蔡家家族事業漁塭水產養殖和製冰廠冷凍庫。:C9後來由於父親健康問題而辭去教職，返鄉協助父親事業。當時蔡家事業除經營魚塭外同時還經營運輸業，蔡介雄因此與各地企業家及政商人士建立良好關係。 
服完預官役退伍後，蔡介雄結交了一群南一中初中部及成功嶺預官十二期的同伴和家屬，幾乎每晚閒暇時，或在住處或在運河旁的冰廠聚集閒話家常。:C-10起初在聊天時只聊聊生活趣事，後來基於良知和義憤開始談論起時政，也對國民黨選舉時總是同額競選不滿。:C-10:15最後在大家推舉下，蔡介雄出馬角逐第四屆臺灣省議員。:15-16

## 踏入政途
1968年第四屆臺灣省議員選舉時，中國國民黨在臺南市選區提名三人趙森海、白世維及張麗堂以爭取三名席次。蔡介雄因覺得無代表性而登記參選。:21對此國民黨當局透過各種管道「勸說」蔡介雄退出選舉，然而蔡介雄仍不為所動。:16而蔡介雄的爆發力也引起外界關注，甚至引起警備總部司令劉玉章親臨臺南華光飯店與當時年僅二十八歲的蔡介雄談退選條件。:C-12投票當天，劉玉章更親到臺南坐鎮指揮，同時廣播電台也一面倒宣傳蔡介雄將在下午五點以前要退出選舉的消息，以誘騙選民不投給他。:16:C-12最終蔡介雄在應選三席的選區中，以37,657票、第二高票當選，僅次於趙森海1,129票，並擠下了張麗堂。也成為當時省議會中最年輕的議員。
此後蔡介雄擔任多年台南市代表之臺灣省議員，早期以黨外人士身分參選，當時在臺灣省議會有「黨外議長」之稱；在國民黨議長蔡鴻文時代，也曾被戲稱「蔡議長」。:22
1972年第五屆臺灣省議員選舉中，國民黨僅提名趙森海及張丁誥二人。空出一席給國民黨力勸的轉戰省議員的蘇南成。:32然而蘇南成最終違紀參選市長，敗給國民黨提名的張麗堂。而蔡介雄則連任成功。當時蔡介雄的立場曾被視為有與張麗堂聯手對付蘇南成的現象，亦有被視為「黨友」。:81

## 1977年選舉
最初蔡介雄的政治立場被視為「介」於國民黨與黨外的人物。第五屆省議員選舉中國民黨只提名二席，也被視為有「禮遇」的意味。然而他在省議會表現以敢言著稱，不怕得罪人，因此被視為民主鬥士。但也因為蔡介雄在省議會的「敢言」，反而引起國民黨在第六屆省議員選舉中不再保留一席，還要設法擠掉他。:81-82
1977年第六屆臺灣省議員選舉，國民黨在臺南市黨部主委楊尊嚴主導下提名三席足額，並提名蔡介雄表弟黃國展角逐省議員。被視為意圖藉由以往支持蔡介雄的黃家勢力轉支持黃國展，使蔡介雄的支持者自相殘殺。:C-15-16當時楊尊嚴向黃家表示黃國展一定獲得國民黨提名，而黃家被要求提出保證說服蔡介雄放棄連任。:82-83並意圖逼蔡介雄轉戰同日投票的臺南市長選舉，分散當時親近黨外勢力的蘇南成票源，使國民黨提名的市長候選人張麗堂當選。:32
然而國民黨臺南市黨部此舉反而導致被逼往反國民黨方向的蔡介雄與蘇南成聯合造勢。，由於傳出蔡介雄失去黨部「禮讓」以及黃家支持，沒有連任希望。反而引起蔡介雄陣營惱火，決定再選一次以證明他不依賴黨部及黃家。原本採冷眼旁觀的蘇南成遂把握機會與蔡介雄接觸，聯手作戰。:83蔡介雄與蘇南成、陳森茂在大崗山的餐廳會商計策，蘇南成以無論是否當選共同攜手，表示全力以赴。:203由於蔡介雄與蘇南成在省議員、市長號碼均抽到2號，喊出「2號一條龍」以互相輔選。:C-18對抗國民黨提名的市長候選人張麗堂、以及積極與張麗堂聯手的省議員候選人張丁誥。
當時在政見發表會上，蔡介雄扮「壞人」，對國民黨極盡挖苦與謾罵之能事，以爭取「反感票」；蘇南成則當「好人」，提到行政院長蔣經國，必冠以「賢明」兩字；提到故總統蔣中正，則肅立稱「偉大」，口口聲聲「主義領袖」與「愛鄉愛國」，贏得許多公教票與軍眷票。:119結果省議員開票結果，蔡介雄與黃國展都雙雙當選省議員，擠下國民黨提名的候選人張丁誥；市長方面，蘇南成則成功擊敗張麗堂。
然而蘇南成在任市長後，越過國民黨市黨部得以直接親近蔣經國，立場上也表現與黨外保持距離。1979年美麗島事件發生後，黨外人士要在中山公園（今臺南公園）辦活動，遭蘇斷然拒絕，並批美麗島人士為「暴力分子」，引起黨外勢力包括蔡介雄與其翻臉並公開批判。:255並屢次在省議會針對臺南市政提出質詢，包括在臺南運河建照核發問題上，要求答覆運河盲段發照係違法的省建設廳依法處理，甚至對市長行政處分。:200在面對1981年市長選戰時，蔡介雄更表示若無適當人選與蘇南成競選，他將出馬競選。
面對1981年同時舉行的第七屆臺灣省議員選舉與第九屆臺南市長選舉，蔡介雄在國民黨尚未確定市長人選之際，即表示若只有蘇南成競選市長，他就會一決雌雄。唯最終國民黨不提名市長人選，開放黨內自由競選。出現市議會議長王奕棋、市議員林三和、林永發代表國民黨競選。蔡介雄最後於10月10日登記參選省議員。
本屆選舉中，蔡介雄對蘇南成大加批判，也被傳出傾向對蘇南成最有威脅性的王奕棋。10月底在蔡介雄辦事處舉辦的慶生會上，蔡介雄即對黨籍稱「自由人士」一詞予以揶揄，表示只要市長不投給「超級」人士，投給其他人他無所謂。然而本屆省議員選情中，蔡介雄受到婚外情影響。其女友李玉琴遭到蔡介雄元配蔡周敏霞告上法院，引起外界關注。雖然周敏霞後來撤回告訴，因而獲不起訴處分。然而蔡周敏霞與李玉琴又互控傷害、毀損、妨害自由、妨害名譽等被檢察官蔡宏修提起公訴，最終在移刑庭審理中，雙方息訟，皆撤回告訴而獲公判不受理。:203-204家庭的風波，也給蔡介雄的對手有了攻擊理由。10月30日，蘇南成正式宣布將攻擊他的人反擊。31日晚上，蘇南成在安南區舉辦「民主講座」上，稱自己是「修道中的老和尚」，私生活絕對嚴肅。並指出有人有兩個太太，這事他沒法做，也從來沒這個念頭。加上同為無黨籍的市議員蔡世仁參選省議員。蔡世仁具社會基礎，也瓜分不少黨外票源。最後蔡介雄僅以第三高票險勝連任。

## 協助小北夜市成立
1983年，蘇南成市府以為了改善交通、促進臺南市繁榮為由，要求民族路夜市攤販在1983年9月1日前遷移。民族路夜市在蘇南成任內，大力支持六十七年（1978年）及七十一年（1982年）區運。然而市府卻在8月2日公布民族路大限到8月31日。市府要求攤商前往中國城、國花大樓，或者市府公有市場保安、友愛市場。然而中國城、國花大樓租個六坪攤位就要八十五萬，每個月還要交六千元管理費，並且八年後還要再交租金。市政府稱亦可到位於三、四樓的市府公有市場保安、友愛市場擺攤，也遭攤商質疑攤販設在三、四樓，晚上一、二樓黑漆漆，誰會發神經跑到三、四樓吃消夜。
不滿的民族路夜市攤商先是找上市議員蔡世仁陳情，然而蔡世仁卻出現推托態度。8月24日，攤商北上臺北中正紀念堂陳情，接到消息後臺南二分局長及副局長立刻北上稱有話回臺南講，絕對會有妥善安排。然而回臺南後，攤商卻遭蘇南成在協調會上教訓攤商北上是鬧事。直到在蔡介雄自歐洲回臺後，趕到中興新村找省主席李登輝，要求延緩兩個月。唯仍遭市府向省府宣稱已經安排妥善，並在9月1日強制執法。最終蔡介雄提出利用小北路側的學校預定空地，才獲得攤商及警察局長王琪琨同意。經過一度發生市府藉故拖延到11月事情仍未進展、引起蔡介雄帶攤商到臺北李登輝住處報告，使李登輝拿起電話打給蘇南成說出「你說要解決到現在還不辦，省主席你來幹好了！以後有什麼事情你不要來找我」。才使小北路攤販中心興建，1984年3月攤商轉往小北夜市。
1985年第八屆臺灣省議員選舉，蔡介雄再度連任。

## 成立民進黨市黨部與解嚴後
1986年，黨外人士組成「黨外公共政策研討會」，往組織化前進。在臺北總會成立之後，各縣市紛紛自組分會。臺南市在蔡介雄的照應下，排除特務的追蹤與嚇阻。於1986年6月正式成立「黨外公政會臺南市分會」，蔡介雄出任首任理事長，張國堂任秘書長。:C47
1986年9月民主進步黨成立以後，蔡介雄成為其黨員。參與臺南市黨部的成立。1988年8月23日，繼其他五個地方黨部後，民進黨臺南市黨部終於成立。蔡介雄出任民進黨臺南市黨部首任主委，請黃昭凱任執行長，象徵美麗島系和新潮流系的合作。當時臺南市黨部苦於租不到辦公處，市民在長期戒嚴統治下不願出租。最後在蔡介雄以私人名義下，才在林森路租到一棟小樓房權充首屆黨部辦公處。:C48-C49
當時民進黨市黨部成立之際，黨員才七十多名，所需的家俱、電話、事務用品都仰賴外界捐款。最終終於成功在1989年7月29日，使臺南市第一面民進黨旗飄揚在市黨部上空。:C48-C49
1993年縣市長選舉中，民主進步黨提名蔡介雄參選台南市市長，當時還有郭倍宏退出民主進步黨參選，最後是中國國民黨提名的施治明當選市長。
| 號次 | 黨籍       | 姓名   | 得票    | 得票率 | 當選 |
| ---- | ---------- | ------ | ------- | ------ | ---- |
| 1    | 民主進步黨 | 蔡介雄 | 105,673 | 30.28% |      |
| 2    | 無黨籍     | 陳源奇 | 1,250   | 0.36%  |      |
| 3    | 無黨籍     | 林南生 | 55,153  | 15.80% |      |
| 4    | 無黨籍     | 郭倍宏 | 25,925  | 7.43%  |      |
| 5    | 中國國民黨 | 施治明 | 161,017 | 46.13% |      |

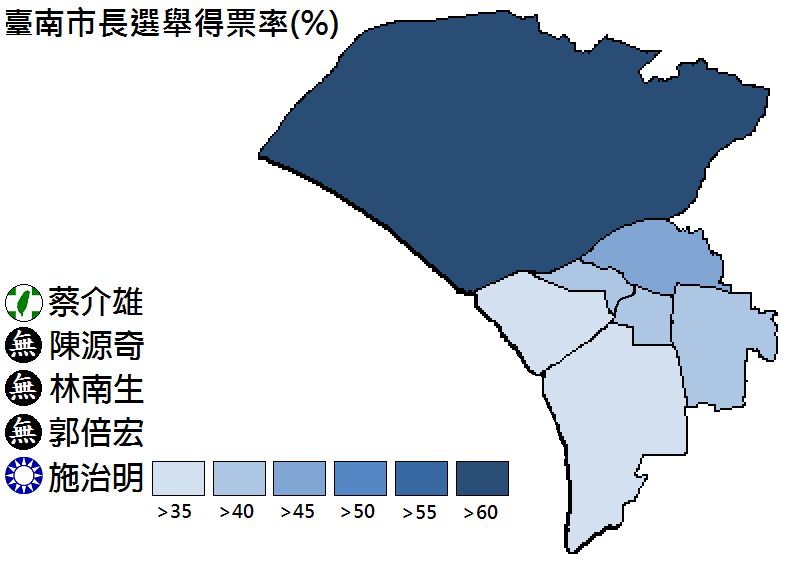
1993年台南市長選舉

1994年省市長選舉，蔡介雄再度角逐省議員連任。使陳定南在臺南市獲得15萬7千多票，成績排名第三，僅次於宜蘭縣和臺南縣。同時蔡介雄七連任成功。
1997年7月10日，蔡介雄因突發性心肌病引起心室纖維顫動突然不支倒地，送至成大醫院逝世。

## 其他
- 1980年監委選舉中，蔡介雄表態支持與黨外淵源不深的周哲宇。據周哲宇稱，當時黨外的尤清態度尚未表態，因此他尋求蔡介雄的支持。蔡介雄質問周哲宇的政治立場，周哲宇說以前他是國民黨，後來雖然他沒宣布脫黨，但早就不參加國民黨的活動了。蔡介雄聽完周的話，就要他發誓當選後決不跟國民黨往來，忠實執行監委職務。在周哲宇發毒誓後，獲蔡介雄支持。後來尤清決定參加監委選舉，當時黨外在國民黨配票下，難以產生二席監委。周哲宇跟蔡介雄表示如果無法讓兩人當選，他自己決定選擇一人就可以了。最後蔡介雄推出她妹蔡清美參選，使國民黨無法以一票就讓國民黨推出的郭吳合巧就以婦女保障名額當選，剩餘的票可分給其他國民黨支持的候選人。而由於國民黨不清楚蔡介雄掌握多少票，只好多配給郭吳合巧票。開票結果，使得周哲宇與尤清雙雙當選監委[17]。

- 蘇南成市長任內，臺南許多重要建設都留有蘇南成的題字。蔡介雄在省議會質詢邱創煥時曾揶揄：因邱主席很喜歡作秀，而臺南市長蘇南成更喜歡作秀，所以邱主席相當欣賞，例如在主席就職那一天特別提到我們臺南市那位英明的蘇市長。這位過去是你們的同志，後來變成反共義士，如今再投誠歸來，難怪你們特別欣賞。...現在我們臺南市沒有一個地方看不到蘇南成的題字，只有在臺南市第一公墓沒有看到他的名字，因為那個牌他不敢題，所以他比你更偉大。邱創煥聽完蔡介雄的演說後，心有戚戚焉，爽在心裡口難開。因為大頭仔常常想搶他的風頭，但表面上又不好意思說出來，只好說：「我們中國人說謙視則明，謙聽則聽」來和蔡介雄共鳴一番[18]。

- 新竹市長施性忠從判決確定，不到二十小時即被臺灣省政府解職。省府效率之高引起省議員蔡介雄在質詢吳堯峰時曾諷刺：「關於民政廳，我認為他們辦事效率在全省各機構而言，可說是第一，假如我們舉國上下都能如民政廳的高效率辦事，我相信大陸也不會淪陷而轉進到此。」蔡介雄質詢時更指出「施性忠所犯案子並不大，可說極平常，但民政廳對他特別厚愛，下午三點多判決而隔日即予停職，就本席擔任過幾十年民代從未見過，尤其執政黨員在任內所發生的重大案件卻都沒有如此快，但惟對施性忠特別照顧，因此講不過去。而且，就過去法院判決從沒有如此，何況判決之後要收到判決書，有的根本要經過一、二個月，所以本席對這一點甚為不諒解，尤其對民政廳的作法我認為確實不妥，而且有黨派分別。」[19]

## 家庭
- 蔡介雄父親蔡賊在臺南漁業界為知名人士。舅父黃金印為安南區養殖大亨。黃金印育有五子：長子黃國風曾任臺南市漁會理事長，曾幫助蔡介雄連任兩屆省議員；次子黃國珍，曾任台南市第十信用合作社理事主席、台南市十信文教基金會董事長；三子黄士铭，四子黃國展，曾任臺南市議員，1977年與蔡介雄一同當選省議員，五子黄国财。
- 蔡介雄之子蔡啟新曾任民主進步黨台南市黨部評議委員會召集人，1999年參加台南市國民大會代表補選但落選。蔡啟新之妻莊玉珠於1998、2002、2005、2010及2014年五度當選台南市議員，2014年12月31日因疑似在台南市議會議長選舉受賄跑票而被民主進步黨開除黨籍。

## 脚注
1. ↑  臺灣話：nn̄g-pōo-tshit-á。本事、本領。形容人對事情有一點處理的本事、能力。

## 傳記及相關書籍
- 許春風發行，《運河脈動－蔡介雄評傳》。臺南：嘉鴻出版社。1985年10月初版。
- 張國堂著，《打拼為台灣 30年來民主運動在府城－關懷與期盼》，1995年4月。

## 連結
- 臺灣省諮議會 蔡介雄 （页面存档备份，存于）
- 第一勇，蔡介雄！ ──紀念我的小學同學蔡介雄 （页面存档备份，存于）